# Anliegerfahrbahn

Schematische Darstellung einer Anliegerfahrbahn im Querschnitt

Als Anliegerfahrbahn wird eine Anliegerstraße bezeichnet, die unmittelbar neben der Fahrbahn einer Hauptverkehrsstraße verläuft. Die beiden Fahrbahnen sind in der Regel baulich getrennt (beispielsweise durch einen Grünstreifen oder eine Lärmschutzwand) und werden meist an bedeutenden Straßenkreuzungen getrennt bzw. zusammengeführt. Die Anliegerfahrbahn dient dem Erschließungsverkehr und kann als Verkehrsberuhigter Bereich ausgewiesen sein. Des Weiteren befinden sich dort Anwohnerparkflächen. 

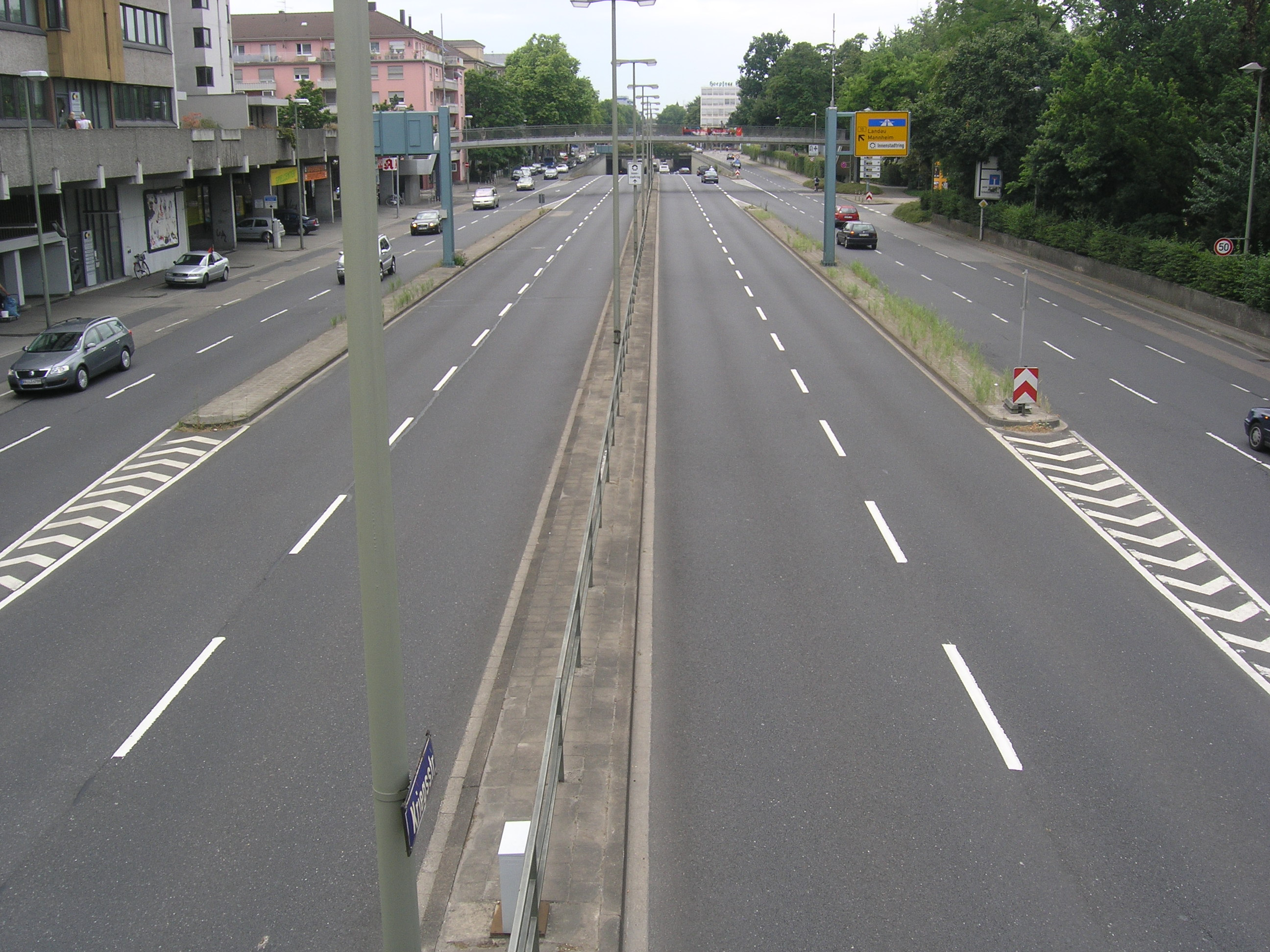
Anliegerfahrbahnen an der Kriegsstraße (Karlsruhe)

Vorteil dieses Systems ist eine Trennung von schnellem und langsamen Verkehr und die damit verbundene Erhöhung der Verkehrssicherheit. Möglich ist diese Bauform allerdings nur, wenn die Platzverhältnisse entsprechend groß sind. Aus städtebaulichen Gründen ist die Einrichtung einer Anliegerfahrbahn nicht immer möglich.
Ähnliche Parallelfahrbahnen gibt es auch an Schnellstraßen, dort kann als zusätzlicher Grund die Mautpflicht der Durchgangsstraße dazukommen.

## Normen und Standards
Deutschland
- Richtlinien für die Anlage von Stadtstraßen (RASt 06)